# The Coffee Bean & Tea Leaf
The Coffee Bean & Tea Leaf (por vezes abreviado simplesmente como Coffee Bean ou The Coffee Bean) é uma cadeia de cafetarias americana fundada em 1963. Pertence e é gerida pela International Coffee & Tea, LLC, que tem a sua sede social em Los Angeles, Califórnia.
Em 2017, a cadeia tinha mais de 1.000 lojas próprias e franqueadas nos Estados Unidos e 31 em outros países.
Em 2019, a Jollibee Foods Corporation, uma empresa multinacional sediada nas Filipinas, comprou a The Coffee Bean & Tea Leaf por 650 milhões de dólares, sendo a maior transação que a Jollibee já fez até à data.

## História
A empresa foi fundada por Hebert Hyman em 1963, criando-a principalmente para empresários e pessoas em trânsito.
A primeira loja fora dos Estados Unidos foi aberta na Suécia, depois que Hyman e sua esposa Mona viajaram para lá e descobriram como o café é autóctone e perfeito.
Em 1996, Hyman vendeu os direitos da empresa para a empresa asiática Singaporean Brothers.
Em dezembro de 2015, desembarcou no Paraguai, sendo o primeiro país da América do Sul onde a franquia entrou, abrindo seu primeiro ponto de venda no bairro de Villa Morra, em Assunção. Em seguida, abriu mais 3 lojas, no centro histórico e em shopping centers. Curiosamente, ao mesmo tempo em que é o primeiro país onde a Coffee Bean entra, é o único país da América do Sul onde a cadeia similar, Starbucks, não está presente.

## Produtos

### Café
O café da empresa é classificado em sete categorias: Light & Subtle (claro e sutil), Light & Distinctive (claro e distinto), Light & Smooth (claro e suave), Decaf (descafeinado), Reserve (reserva), Dark (escuro) e Dark & Distinctive (escuro e distinto).
Os grãos são provenientes de países como Colômbia, Indonésia, Jamaica, Quênia e Tailândia.
Na época do Natal, oferece sabores diferentes, como Gingerbread, Candy Cane e Red Velvet.

### Chá
O chá da empresa também é dividido em sete categorias: Verde, Preto, Oolong, Herbal Fusion, Descafeinado, Aromatizado e Master Tea. Um de seus chás mais famosos é o Chai Latte.